# Tour du Sarawak
Le Tour du Sarawak est une course cycliste malaisienne créée en 2016. Elle fait partie du calendrier de l'UCI Asia Tour, en catégorie 2.2. La première édition se déroule du 16 au 20 mars 2016.

## Palmarès
| Année | Vainqueur | Deuxième | Troisième |
| ----- | --------- | -------- | --------- |